# Katzentisch (Roman)
Katzentisch (Originaltitel: The Cat’s Table) ist ein Roman von Michael Ondaatje aus dem Jahr 2011.

## Überblick
Die Erstausgabe erschien 2011 bei Jonathan Cape, einem Imprint von Random House UK. Die deutsche Übersetzung stammt von Melanie Walz und erschien 2012 im Carl Hanser Verlag, München. Im Zentrum des Romans steht der elfjährige Michael, der auf sich allein gestellt auf einem Ozeandampfer von Colombo nach London geschickt wird. Auch wenn alle Daten so gewählt sind, dass der Leser an eine Autobiografie denken mag, dementiert der Autor einen solchen Gedanken in seinen Nachbemerkungen; andererseits ist die Erzählung mit realen Begebenheiten angereichert, etwa einer Episode aus dem Leben Sidney Bechets und dem Ende des Schiffes Normandie. Michael Ondaatje erzählt seinen Roman mit Vor- und Rückblenden, in denen auch das spätere Schicksal der Protagonisten angedeutet wird, das von den Nachwirkungen dieser Reise beeinflusst bleibt.

## Inhalt
Michael stellt auf dem Schiff Oronsay – das laut Nachbemerkung mit keinem der realen Dampfer dieses Namens identisch sein soll – fest, dass mit ihm noch Ramadhin und der wenig ältere Cassius an Bord sind, die, wie er selbst, in England zur Schule gehen sollen. Diese drei Knaben veranlassen und erleben auf der Reise allerlei Abenteuer. Ihre Mahlzeiten nehmen die drei Jungen im Speisesaal an dem Tisch ein, der am weitesten vom Kapitänstisch entfernt ist – also am Katzentisch, dem diese Erzählung ihren Namen verdankt.
An diesem Tisch sitzen auch einige Erwachsene, deren Geschichten nach und nach in den Gang der Ereignisse eingewoben werden: der Barpianist Sunny Meadows, eigentlich Mr. Mazzapa, der unter anderem von Bechet erzählt und später vom Schiff verschwindet, die Taubenbegleiterin Miss Lasqueti, der stumme Schneider Gunesekera und der Landschaftsgärtner Mr. Daniels, der im Schiffsbauch eine Sammlung von Pflanzen betreut, die teils giftiger Natur sind. An Bord sind unter anderem auch Michaels attraktive Cousine Emily, ein angeblicher Baron, der Mynah für Einbrüche in die Kabinen reicher Passagiere missbraucht und unterwegs von Bord geht, ein todkranker Millionär, der in Europa von der Tollwut geheilt zu werden hofft, aber unterwegs durch einen weiteren Hundebiss ums Leben kommt, und ein geheimnisvoller Gefangener. 
Dieser Gefangene, ein Mann namens Niemeyer, wird von zwei hochrangigen Personen begleitet. Während der englische Offizier Mr. Giggs sich häufig demonstrativ in einem Stuhl niederlässt, von dem aus er den größten Teil der Decks überblicken kann, bleibt der zweite Überwacher des Gefangenentransports lange inkognito. Es geht lediglich das Gerücht um, er heiße Perera. Eines Nachts kommt es zu einem Zusammentreffen zwischen Emily und diesem Undercoveragenten, herbeigeführt durch den Artisten Sunil, der regelmäßig mit seiner Truppe auf dem Schiff auftritt und sich wohl gezielt an Emily herangemacht hat. Der Agent wird getötet und des Schlüssels zu Niemeyers Handschellen beraubt. Die Jungen, die den Mord aus einem Versteck heraus beobachtet haben, suchen am nächsten Morgen Spuren der Bluttat an Deck, doch dieses ist gesäubert worden.
Emily, die sich am nächsten Morgen an nichts erinnern kann, weil sie wahrscheinlich unter Drogen aus Mr. Daniels Garten im Schiffsbauch gesetzt wurde, nimmt jahrelang an, sie habe den Agenten getötet. Erst bei einem Treffen mit Mynah, der schon lange einen Brief Miss Lasquetis an Emily aufbewahrt, kommt sie zu der Erkenntnis, dass wahrscheinlich Sunil der Täter war und dass der getötete Mr. Perera niemand anderes als der angeblich stumme Schneider Gunesekera war. 
Niemeyer nimmt bei einem Rundgang über das Deck, wie er ihn regelmäßig, mit Hand- und Fußschellen gefesselt, absolvieren darf, die siebzehnjährige Artistin Asuntha als Geisel. Er kann sich dadurch von seinen Fußschellen befreien lassen und springt mit dem Mädchen im Arm auf die Reling des Schiffes. Giggs gibt einen Schuss in die Luft ab und befiehlt den Menschen an Bord, Niemeyer auf keinen Fall den Schlüssel für die Handschellen auszuhändigen. Danach bedroht er Niemeyer mit seiner Schusswaffe. In diesem Moment wird er vom anderen Ende des Schiffes aus selbst angeschossen und lässt seine Pistole fallen. Sowohl Emily als auch Mynah beobachten, dass Miss Lasqueti unmittelbar nach dem Schuss eine Bewegung macht, als werfe sie etwas ins Meer – eine Geste, die man von ihr kennt, da sie Krimis, die ihr nicht zusagen, über die Reling zu werfen pflegt, die aber diesmal wohl einer Schusswaffe galt. Niemeyer, nun nicht mehr durch Giggs bedroht, springt mit Asuntha ins Meer. Mynah erfährt später von Emily, die Asunthas Vertraute an Bord war, dass das Mädchen den zweiten Schlüssel zu den Handschellen im Mund hatte, und dass es Niemeyers Tochter war. Ob die beiden sich nach dem Sprung ins Mittelmeer retten konnten, wird nicht aufgeklärt.
Die Wege der drei Jungen trennen sich, sobald sie in London das Schiff verlassen haben. Später heiratet Mynah Massi, die Schwester des herzkranken Ramadhin, der früh stirbt. Die Ehe geht allerdings nach einigen Jahren auseinander. Mit Cassius kommt es zu keinem persönlichen Kontakt mehr; Mynah besucht allerdings eines Tages eine Ausstellung dieses Freundes, der Maler geworden ist, und erkennt in den Gemälden seine eigene Wahrnehmung einer Nacht, in der das Schiff langsam an einem Hafen vorbeigeglitten ist, wieder.

## Auszeichnungen
- 2011 Nominierung für den Hammett Prize[1]
- 2011 Nominierung für den Scotiabank Giller Prize
- 2012 Nominierung für den Dayton Literary Peace Prize (Fiction)[2]

## Ausgaben
- The Cat's Table. McLelland 2011. ISBN 0-224-09361-4
- Katzentisch. Carl Hanser Verlag, München 2012. ISBN 978-3-446-23858-9